# Leptosphaeria clavicarpa
Leptosphaeria clavicarpa är en svampart som beskrevs av Ellis & Everh. 1886. Leptosphaeria clavicarpa ingår i släktet Leptosphaeria och familjen Leptosphaeriaceae.   Inga underarter finns listade i Catalogue of Life.